# Manuscritos de Tombuctu

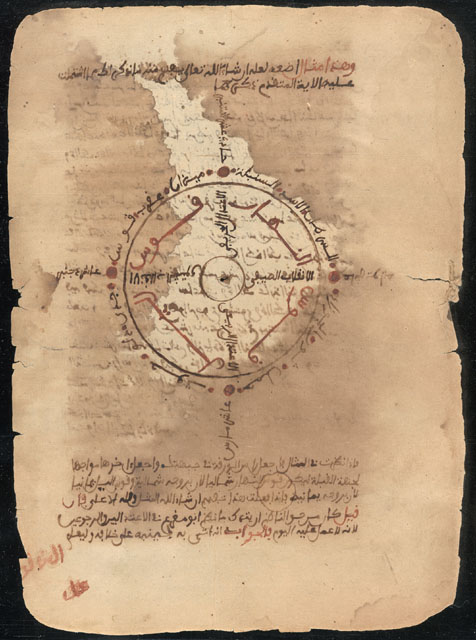
Manuscrito Kashf al-Ghummah fi Nafa al-Ummah de Nácer. Biblioteca Comemorativa Mamma Haidara, Tombuctu

Manuscritos de Tombuctu (em francês: Tombouctou) ou Timbuctu (Timbuktu) é um termo genérico para um grande número de manuscritos seculares, que estavam preservados em sua maioria por particulares em Tombuctu, no Mali. Uma grande parte dos manuscritos é sobre arte, medicina, ciência e caligrafia do antigo Califado Abássida e até mesmo várias inestimáveis cópias antigas do Alcorão. Estima-se que o número de manuscritos na coleção é tão alto quanto 700 000.
A maioria dos manuscritos foram escritos em árabe, mas alguns foram também em línguas locais, incluindo songai e tuaregue. As datas dos manuscritos abrangem do fim do século XIII ao início do XX (ou seja, a partir da islamização do Império do Mali ao declínio da educação tradicional no Sudão Francês). Com a dominação francesa de Tombuctu muitos manuscritos foram enviados a museus e universidades francesas, enquanto outros muitos permaneceram escondidos sob a areia e em baús até serem redescobertos a três ou quatro décadas atrás.
Os assuntos variam de trabalhos acadêmicos a cartas curtas. Os manuscritos foram passadas de pais para filhos nas famílias de Tombuctu e se encontram em sua maioria em mau estado. A maioria dos manuscritos permanecem por estudar e não são catalogados, e seu número total é desconhecido, passível apenas de estimativas aproximadas. Uma seleção de cerca de 160 manuscritos da Biblioteca Mamma Haidara e do Instituto Ahmed Baba, ambos em Tombuctu, foram digitalizados pelo Projeto Manuscritos de Tombuctu na década de 2000.

## Pesquisa
Em 1970, a UNESCO fundou uma organização que englobava dentre seus objetivos a preservação dos manuscritos, porém permaneceu inativa até 1977. Em 1988, o professor da Universidade de Harvard Henry Louis Gates visitou Tombuctu para sua série da PBS Maravilhas do Mundo Africano. A série aumentou a consciência pública e acadêmica acerca dos manuscritos, incitando a Fundação Mellon a fornecer fundos para melhor abrigar aqueles mantidos por Abdalcáder Haidara. A Fundação al-Furqan de Londres, igualmente compelida, criou e publicou uma lista da biblioteca de Abdalcáder e de outras bibliotecas no Mali e África Ocidental.
O Projeto Manuscritos de Tombuctu era um projeto da Universidade de Oslo, que durou de 2004 a 2007, cujo objetivo era ajudar na preservação física dos manuscritos, digitalizá-los e construir um catálogo eletrônico, tornando-os acessíveis para a pesquisa. Foi financiado pelo governo do Luxemburgo, juntamente com a Agência Norueguesa de Cooperação ao Desenvolvimento (NORAD), a Fundação Ford, o Conselho Norueguês para o Programa de Educação Superior de Pesquisa Desenvolvimento e Educação (NUFU), e do Fundo dos Estados Unidos para Preservação Cultural.
Um projeto à parte foi estabelecido com a Universidade da Cidade do Cabo com finalidade de preservar os manuscritos e permitir um acesso mais amplo às bibliotecas públicas e privadas em Tombuctu; a base de dados online do projeto, contudo, atualmente está acessível somente para pesquisadores. Numa parceria com o governo da África do Sul, que contribuiu para o fundo fiduciário de Tombuctu, este projeto é o primeiro projeto cultural oficial do Nova Parceria para o Desenvolvimento da África. Ele foi fundado em 2003 e ainda está em operações. Em 2008, um relatório do projeto foi liberado. Em 2015, foi anunciado que o fundo fiduciário de Tombuctu fecharia após deixar de receber fundos do governo sul africano.
Entre 2007 e 2008 formulou-se o Projeto de Conversação dos Antigos Manuscritos de Tombuctu (MLI/015), implementado em abril de 2009 com finalidade de preservar fisicamente e numericamente, mediante trabalho conjunto dos governos do Luxemburgo e Mali, os manuscritos e seu conteúdo para pesquisa científica, bem como integrar esta herança a políticas, estratégias e programas de desenvolvimento sustentável nos campos econômico, social e cultura à região. Com o eclodir do Conflito no norte do Mali em 2012, o MLI/015 foi transferido para Bamaco, capital do país, onde continuou suas operações até 30 de junho de 2015.
Em 2011, um acordo foi assinado entre a Lux-Development (Agência de Luxemburgo para Cooperação ao Desenvolvimento) e o Centro Juma Almajide para Cultura e Herança com finalidade de salvaguardar o MLI/015 em troca de imagens eletrônicas dos 100 000 manuscritos preservados em 30 bibliotecas chaves do Mali. Conforme estipulado pelo acordo, que duraria até 2013, 5 milhões de euros dos 200 milhões de euros acumulados pelo Luxemburgo para iniciativas culturais seriam destinados para o Centro Juma Almajide para realização dum programa de digitalização, catalogação, restauração e manutenção dos manuscritos.

## Cobertura jornalística

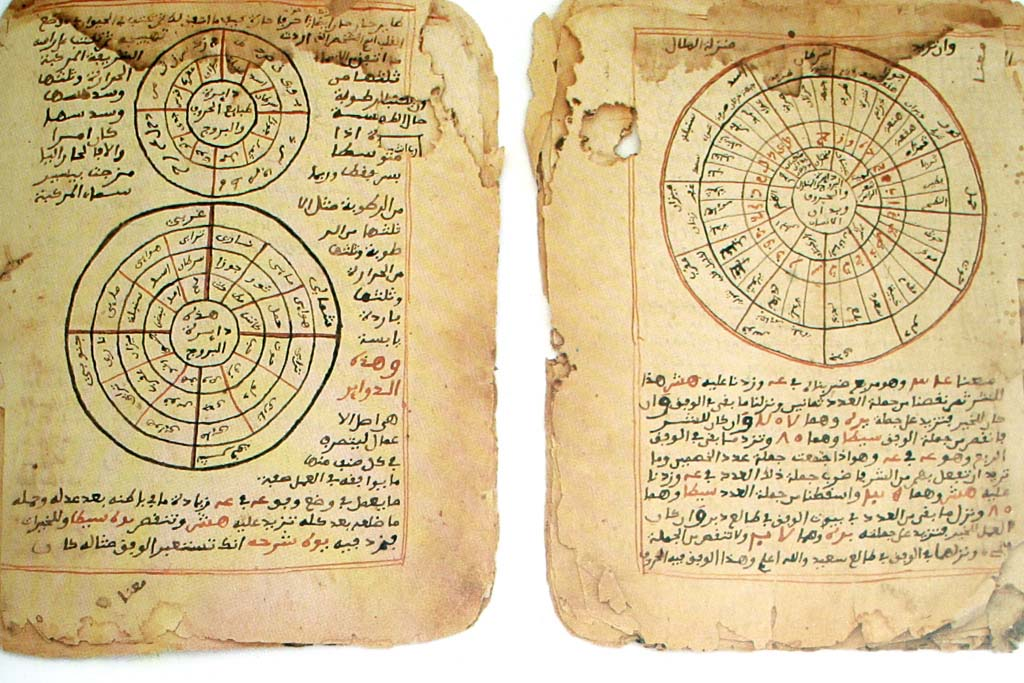
Os manuscritos de Tombuctu de matemática e astronomia

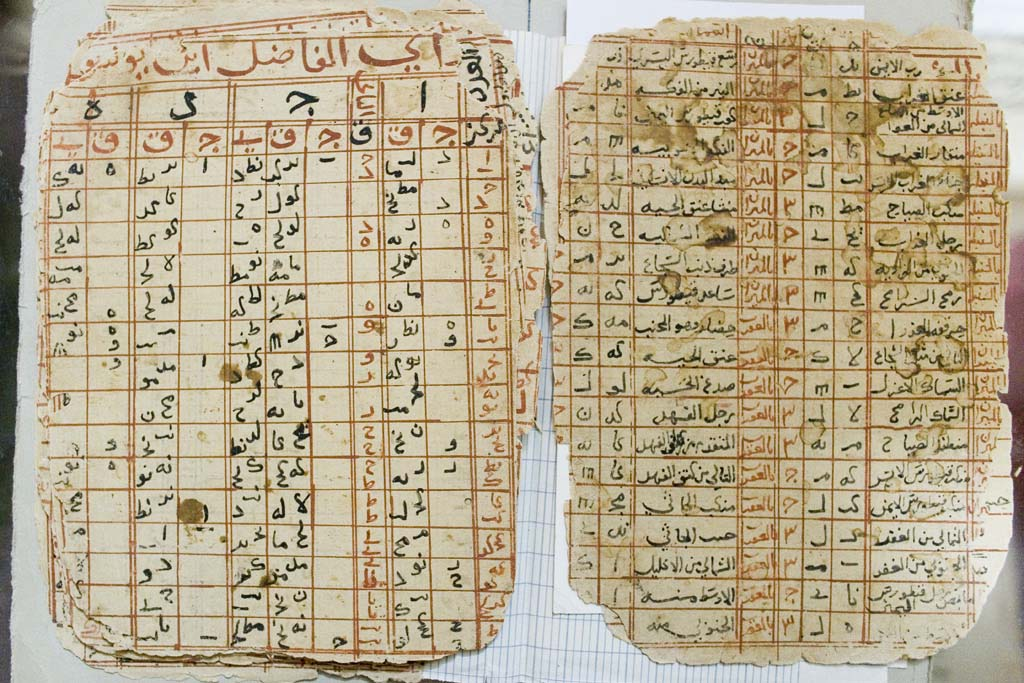
Manuscrito com tabelas astronômicas

Um filme sobre o Projeto Manuscritos de Tombuctu, Os Antigos Astrônomos de Tombuctu, foi liberado em 2009, com fundos da Fundação Ford, Memorial Oppenheimer, Centro de Desenvolvimento e Meio Ambiente (SUM) e Universidade de Oslo. Ainda em 2009, o canal cultural franco-alemão Arte produziu um longa-metragem intitulado Tombuctu: os manuscritos salvos das areias (em francês: Tombouctou: les manuscrits sauvés des sables; em alemão: Timbuktus verschollenes Erbe: vom Sande verweht) no qual discutiu-se a herança cultural dos manuscritos. Outro filme, também de 2009, foi veiculado sob o título de Manuscritos de Tombuctu. Ele foi produzido pelo diretor sul africano Zola Maseko, produzido pela South African Broadcasting Corporation e distribuído pela California Newsreel. Em 2013, BBC Four produziu um documentário chamado As Bibliotecas Perdidas de Tombuctu (The Lost Libraries of Timbuktu).

## Destruição parcial
Muitos dos manuscritos foram destruídos, juntamente com muitos outros monumentos da cultura islâmica medieval em Tombuctu, pelos rebeldes islâmicos do Ansar Dine no Conflito no norte do Mali. O Instituto Ahmed Baba e uma biblioteca, ambos contendo milhares de manuscritos, alegadamente foram incendiados pelos rebeldes quando retiravam-se de Tombuctu. Jornalistas, entretanto, descobriram que pelo menos uma das bibliotecas estava em grande parte intacta, e que apenas algumas pilhas pequenas de cinzas, juntamente com dezenas de caixas vazias estavam presentes, sugerindo que os relatórios mais alarmantes eram infundados.
Um assessor do ex-presidente maliense, bem como várias outras pessoas envolvidas com a preservação dos manuscritos, disseram que os documentos tinham sido evacuados em um local seguro em 2012, antes dos terroristas islâmicos invadirem Tombuctu. O estadunidense especialista em preservação de livros Stephanie Diakité e Dr. Abdel Kader Haidara, curador de uma das bibliotecas mais relevantes de Tombuctu, uma posição retida por gerações por sua família, organizaram a evacuação dos manuscritos para Bamaco, no sul do Mali.
Abdel Kader agradeceu a organização SAVAMA-DCI e seus parceiros numa carta concedendo permissão para evacuação dos manuscritos às cidades no sul do país e apoiando seu armazenamento. Apesar disso, uma vez no sul, os manuscritos enfrentaram o perigo da maior umidade e do mofo. Stephanie Diakité and Dr. Abdel Kader Haidara começaram uma campanha para angariar fundos à preservação dos livros, incluindo uma campanha de financiamento colaborativo chamada "Bibliotecas de Tombuctu no exílio".